# Brasil Tennis Open 2024
Il Brasil Tennis Open 2024 è stato un torneo maschile di tennis professionistico. È stata la 1ª edizione del torneo, facente parte della categoria Challenger 50 nell'ambito dell'ATP Challenger Tour 2024, con un montepremi di 41 000 $. Si è giocato dal 29 aprile al 5 maggio 2024 sui campi in terra rossa di Porto Alegre, in Brasile.

## Partecipanti

### Teste di serie
| Nazionalità | Giocatore                | Ranking* | Testa di serie |
| ----------- | ------------------------ | -------- | -------------- |
| Francia     | Calvin Hemery            | 194      | 1              |
| Bolivia     | Murkel Dellien           | 222      | 2              |
| Kazakistan  | Dmitrij Popko            | 234      | 3              |
| Venezuela   | Gonçalo Oliveira         | 243      | 4              |
| Brasile     | João Lucas Reis da Silva | 282      | 5              |
| Libano      | Hady Habib               | 290      | 6              |
| Ecuador     | Álvaro Guillén Meza      | 294      | 7              |
| Turchia     | Ergi Kırkın              | 299      | 8              |

* Ranking al 22 aprile 2024.

### Altri partecipanti
I seguenti giocatori hanno ricevuto una wild card per il tabellone principale:
- Guilherme Clezar
- Gustavo Ribeiro de Almeida
- Luís Miguel

I seguenti giocatori sono entrati in tabellone come alternate:
- Bruno Kuzuhara
- Juan Bautista Torres

I seguenti giocatori sono passati dalle qualificazioni:
- Igor Gimenez
- Juan Carlos Prado Ángelo
- Karue Sell
- Guido Iván Justo
- Kaichi Uchida
- Leonardo Aboian

Il seguente giocatore è entrato in tabellone come lucky loser:
- Daniel Dutra da Silva

## Punti e montepremi
| Torneo    | Torneo              | V     | F     | SF    | QF    | 2T  | 1T  | Q | Q2  | Q1  |
| Singolare | Punti               | 50    | 25    | 14    | 8     | 4   | 0   | 3 | 1   | 0   |
| Singolare | Premi in denaro ($) | 5 500 | 3 260 | 1 900 | 1 120 | 660 | 395 | – | 215 | 125 |
| Doppio    | Punti               | 50    | 25    | 14    | 8     | –   | 0   | – | –   | –   |
| Doppio    | Premi in denaro ($) | 2 130 | 1 250 | 745   | 435   | –   | 245 | – | –   | –   |

## Campioni

### Singolare
Ergi Kırkın ha sconfitto in finale  Daniel Dutra da Silva con il punteggio di 6–3, 7–5.

### Doppio
Roberto Cid Subervi /  Kaichi Uchida hanno sconfitto in finale  Patrick Harper /  David Stevenson con il punteggio di 5–7, 7–6(1), [10–6].